# Stil-Epochen
Stil-Epochen – Die Geschichte der Kunst ist eine Dokumentationsreihe des Bayerischen Rundfunks auf dem Sender ARD alpha. Die vom Kunsthistoriker Hubertus Kohle moderierte Sendereihe stellt kunstgeschichtliche Epochen vor.
Die Sendereihe beginnt mit der griechischen Antike und endet mit gegenwärtigen Stilrichtungen. Die Reihe Stil-Epochen aus dem Jahr 2009 besteht aus 13 Folgen, die jeweils eine Länge von 15 Minuten haben.
Stil-Epochen wurde erstmals ab dem 24. September 2009 donnerstags um 22.45 Uhr ausgestrahlt. Die Sendung wurde 2010 mit dem intermedia-globe Silver Award des WorldMediaFestivals ausgezeichnet. 

## Episoden
1. Antike: Griechenland
2. Antike: Römisches Reich
3. Frühchristentum und Byzanz
4. Frühmittelalter und Romanik
5. Gotik
6. Renaissance
7. Barock und Rokoko
8. Klassizismus und Romantik
9. Stilpluralismus, Biedermeier und Gründerzeit
10. Realismus und Impressionismus
11. Jugendstil und Art déco
12. Die klassische Moderne
13. Moderne, Postmoderne und Gegenwart